# Venkatraman Ramakrishnan
Venkatraman Ramakrishnan (tàmil: வெங்கட்ராமன் ராமகிருஷ்ணன்)  (Chidambaram, 1952) és un científic, biòleg estructural britànic i nord-americà nascut a l'Índia. Va ser guardonat amb el Premi Nobel de Química en 2009 juntament amb Thomas A. Steitz i Ada Yonath per l'estudi de l'estructura i funció del ribosoma.
Des de 1999, ha treballat com a líder de grup al Laboratori de Biologia Molecular (LMB) del Medical Research Council (MRC) al Campus Biomèdic de Cambridge, Regne Unit, i és membre del Trinity College, Cambridge. Va exercir com a president de la Royal Society del 2015 al 2020.